# Ligneries
Ligneries, également Les Ligneries, est une ancienne commune française de l'Orne. De nos jours, c'est un hameau dans l'est de la commune d'Écorches, graphié Les Lignerits.
La commune faisait partie de l'arrondissement d'Argentan et du canton de Trun.
À la Révolution française, Les Ligneries est érigé en commune indépendante, mais son indépendance ne dure que quelque vingt années : dès 1813, la commune est supprimée. Le hameau du Ronceray est rattaché aux Champeaux, et le village de(s) Ligneries à Écorches. 

## Personnalité liée à la paroisse
Le 28 juillet 1768, Charlotte Corday est baptisée en l'église Saint-Saturnin des Ligneries. Sa maison natale est située à 2 km, au lieu-dit le Ronceray, aujourd'hui sur le territoire de la commune des Champeaux.

## Démographie
| 1793 | 1800 | 1806 | 1813   |
| ---- | ---- | ---- | ------ |
| 247  | 245  | 241  | fusion |